# Hotan (rivière)
Pour la ville, voir Hotan.
La rivière Hotan, ou Khotan (chinois : 和田河, 和阗河, 和阗郭勒 ou encore 阗达里雅), est un affluent du Tarim. Elle traverse du sud au nord le désert du Taklamakan, dans le Xinjiang chinois.

## Géographie
Elle est formée de deux torrents descendus de la cordillère du Kunlun, le Karakax (« Jade noir ») et le Yurungkax (« Jade blanc »), qui arrosent l'oasis de Hotan, au sud du Taklamakan. Les deux cours d'eau continuent à s'écouler vers le nord et font leur jonction en plein désert pour créer la rivière Hotan. Celle-ci parcourt encore 300 km à travers les sables pour rejoindre le Tarim. 
Quoique souvent à sec, elle est la seule à traverser encore le désert du Taklamakan et constitue une voie de communication - aujourd'hui longée par une route nationale - entre les rives nord et sud du désert qui représentaient jadis les deux embranchements de la route de la Soie.
Plus à l'est, la rivière Keriya a un cours similaire mais de nos jours n'atteint plus le Tarim.